# Ernst Ludwig Taschenberg

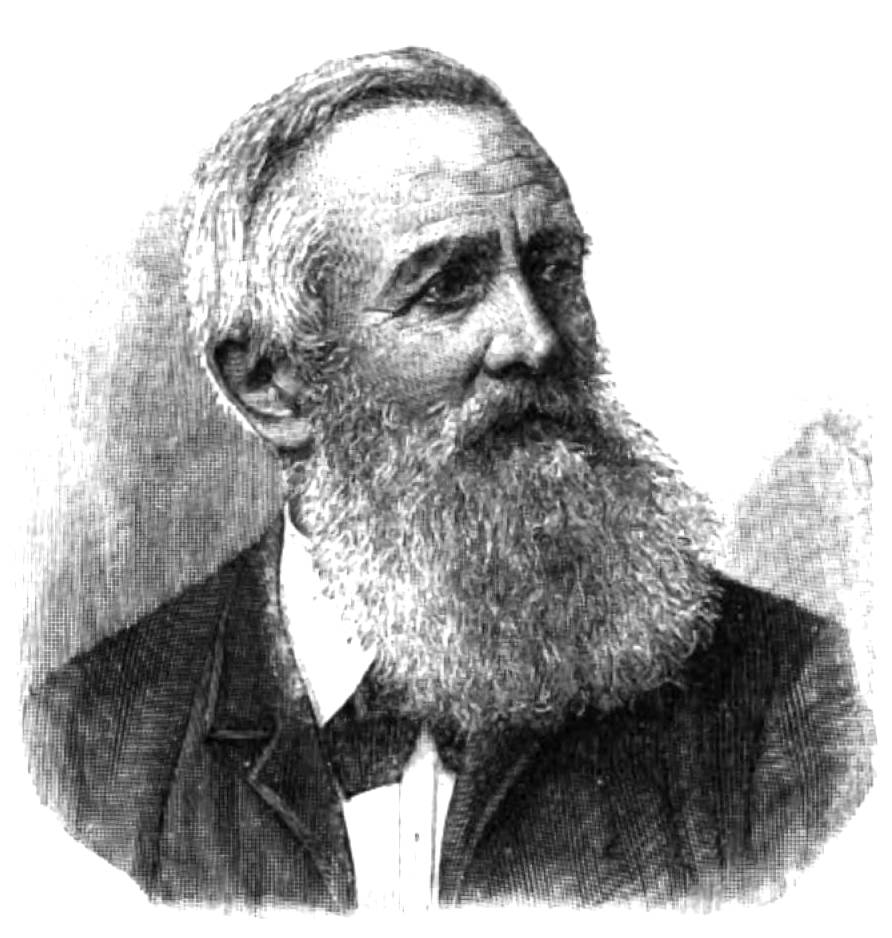
Ernst Ludwig Taschenberg

Ernst Ludwig Taschenberg (* 10. Januar 1818 in Naumburg (Saale); † 19. Januar 1898 in Halle) war ein deutscher Entomologe.

## Leben
Taschenberg studierte seit 1837 in Leipzig und Berlin Mathematik und Naturwissenschaften, ging dann als Hilfslehrer an die Franckeschen Stiftungen nach Halle und widmete sich beim Ordnen der bedeutenden Käfersammlung des Professors Ernst Friedrich Germar und bei der Beschäftigung mit der Insektensammlung des Zoologischen Museums, speziell der Entomologie.
Er fungierte dann als Lehrer zwei Jahre in Seesen und fünf Jahre in Zahna. 1856 folgte Taschenberg einem Ruf als Inspektor am Zoologischen Museum der Universität Halle. 1871 wurde er dort zum außerordentlichen Professor ernannt.
Taschenbergs zahlreichen Publikationen sind – abgesehen von seinen Abhandlungen über die Hautflügler –  populär und von Nutzen für die Allgemeinheit. Hierzu zählt die Erforschung der praktischen Bedeutung der Insektenwelt für die Landwirtschaft, den Gartenbau und im Waldbau.

## Werke
- Was da kriecht und fliegt, Bilder aus dem Insektenleben. (Berlin 1861) doi:10.5962/bhl.title.34409 doi:10.5962/bhl.title.12622
- Naturgeschichte der wirbellosen Tiere, die in Deutschland den Feld-, Wiesen- und Weidekulturpflanzen schädlich werden. (Leipzig 1865)
- Die Hymenopteren Deutschlands. (Leipzig 1866) doi:10.5962/bhl.title.10492
- Entomologie für Gärtner und Gartenfreunde. (Leipzig 1871) doi:10.5962/bhl.title.34410
- Schutz der Obstbäume und deren Früchte gegen feindliche Tiere. (2. Aufl., Stuttgart 1879)
- Forstwirtschaftliche Insektenkunde. (Leipzig 1873) doi:10.5962/bhl.title.16427
- Das Ungeziefer der landwirtschaftlichen Kulturgewächse. (Leipzig 1873)
- Die Insekten, Tausendfüssler und Spinnen. (Leipzig 1877) doi:10.5962/bhl.title.66059
- Praktische Insektenkunde. 5 Bde. (Verlag Moritz Heinsius, Bremen 1879–80)
- Die Insekten nach ihrem Nutzen und Schaden. (Leipzig 1882).Digitalisierte Ausgabe der Universitäts- und Landesbibliothek Düsseldorf, doi:10.5962/bhl.title.1317
- mit Heinrich Rockstroh: Buch der Schmetterlinge und Raupen. Eine Anleitung zur Anlage von Sammlungen und deren Behandlung. Sechste Auflage unter Beibehaltung des Systematik aus der fünften Auflage umgearbeitet. Hermann Gesenius, Halle 1884 (archive.org)[2]

Auch bearbeitete er die Insekten für Brehms Tierleben (2. Aufl. 1877) und lieferte einige Wandtafeln für den Schulgebrauch.